# Vedruka (Saaremaa)
Vedruka (Duits: Vetterock) is een plaats in de Estlandse gemeente Saaremaa, provincie Saaremaa. De plaats heeft de status van dorp (Estisch: küla) en telt 16 inwoners (2021).
Tot in oktober 2017 behoorde Vedruka tot de gemeente Kihelkonna. In die maand werd Kihelkonna bij de fusiegemeente Saaremaa gevoegd.

## Geschiedenis
Vedruka werd in 1559 voor het eerst genoemd als Wacke Vetterock. Een Wacke was een administratieve eenheid voor een groep boeren met gezamenlijke verplichtingen. In 1645 stond het dorp bekend onder de namen Fettrok en Vettruch. De nederzetting lag voor een deel op het landgoed van Loona en voor een ander deel op dat van Rootsiküla.
De buurdorpen Kotsma, Liiva (nu Kihelkonna-Liiva) en Mäebe (nu Viidu-Mäebe) maakten tussen 1977 en 1997 deel uit van Vedruka.